# ماساكييو مايزونو
ماساكييو مايزونو، من مواليد 29 أكتوبر 1973، لاعب كرة قدم ياباني معتزل، وقد شارك في أولمبياد 1996.
بدأ ميزونو مسيرته الكروية مع نادي يوكوهاما فلوغلز في عام 1993، وفي موسم 1997/1998 انتقل إلى نادي فيردي كاواساكي، وفي عام 1999 انتقل إلى البرازيل ولعب مع نادي سانتوس ونادي غوياس ونادي باهيا، وفي عام 2000 عاد إلى اليابان ولعب مع نادي شونان بلماري، وفي موسم 2000/2001 انتقل إلى نادي طوكيو فيردي، وفي عام 2003 انتقل إلى كوريا الجنوبية ولعب مع نادي أنيانغ تشيتاز وفي عام 2004 انتقل إلى نادي انتشيون يونايتد.

## روابط خارجية
- ماساكييو مايزونو على موقع الاتحاد الدولي (مؤرشف)  (الإنجليزية)
- ماساكييو مايزونو على موقع رابطة كرة القدم اليابانية للمحترفين (اليابانية)
- ماساكييو مايزونو على موقع دوري كوريا الجنوبية (الإنجليزية)
- ماساكييو مايزونو على موقع قاعدة بيانات كرة القدم.إي يو (الإنجليزية)
- ماساكييو مايزونو على موقع ناشيونال فوتبول تيمز (الإنجليزية)
- ماساكييو مايزونو على موقع عالم كرة القدم.نت (الإنجليزية)
- ماساكييو مايزونو على موقع أوليمبيديا (الإنجليزية)